# Mason Mount
Mason Tony Mount (Portsmouth, 10 januari 1999) is een Engels voetballer die doorgaans als middenvelder speelt. Hij verruilde medio 2023 Chelsea voor circa 65 miljoen euro voor Manchester United. Mount debuteerde in 2019 in het Engels voetbalelftal.

## Clubcarrière

### Jeugd
Mason Mount werd in 2005 opgenomen in de jeugdopleiding van Chelsea. In het seizoen 2016/17 werd hij uitgeroepen tot Academy Player of the Year. Als aanvoerder van Chelsea –17 won hij de jeugdversie van de FA Cup, de Premier League en de UEFA Youth League. Tevens werd hij met Engeland –19 Europees kampioen in Georgië. In de eerste minuut van de eerste wedstrijd dat EK tegen Bulgarije maakte hij een doelpunt. In de finale tegen Portugal gaf Mount de beslissende assist. Hij werd vervolgens benoemd tot Speler van het Toernooi.

### Vitesse
Om ervaring op te doen op het hoogste niveau werd hij in het seizoen 2017/18 verhuurd aan Vitesse. Hij debuteerde voor Vitesse op 26 augustus 2017, in een met 1–2 verloren thuiswedstrijd tegen AZ. Hij kwam in de 77e minuut in het veld voor Milot Rashica. Mount maakte zijn eerste doelpunt voor de geel-zwarten op 1 oktober 2017, in een met 1–1 gelijkgespeelde thuiswedstrijd tegen FC Utrecht. Onder trainer Henk Fraser groeide Mount uit tot een van de belangrijkste spelers van het seizoen. Door de supporters van Vitesse werd hij gekozen tot Speler van het Jaar. De sportredactie van Omroep Gelderland riep Mount uit tot Gelders voetballer van het jaar.

### Derby County
In juli 2018 kondigde Derby County aan dat Mount op huurbasis zou aansluiten voor het seizoen 2018/19. Bij Derby werkte Mount met hoofdcoach Frank Lampard. Op 3 augustus 2018 maakte hij zijn debuut voor Derby tegen Reading (1–2). Mount maakte de 1–1 voor The Rams, dat in de 96e minuut nog won door een goal van Tom Lawrence. In totaal speelde hij 44 competitieduels, waarin hij 11 doelpunten maakten.

### Chelsea

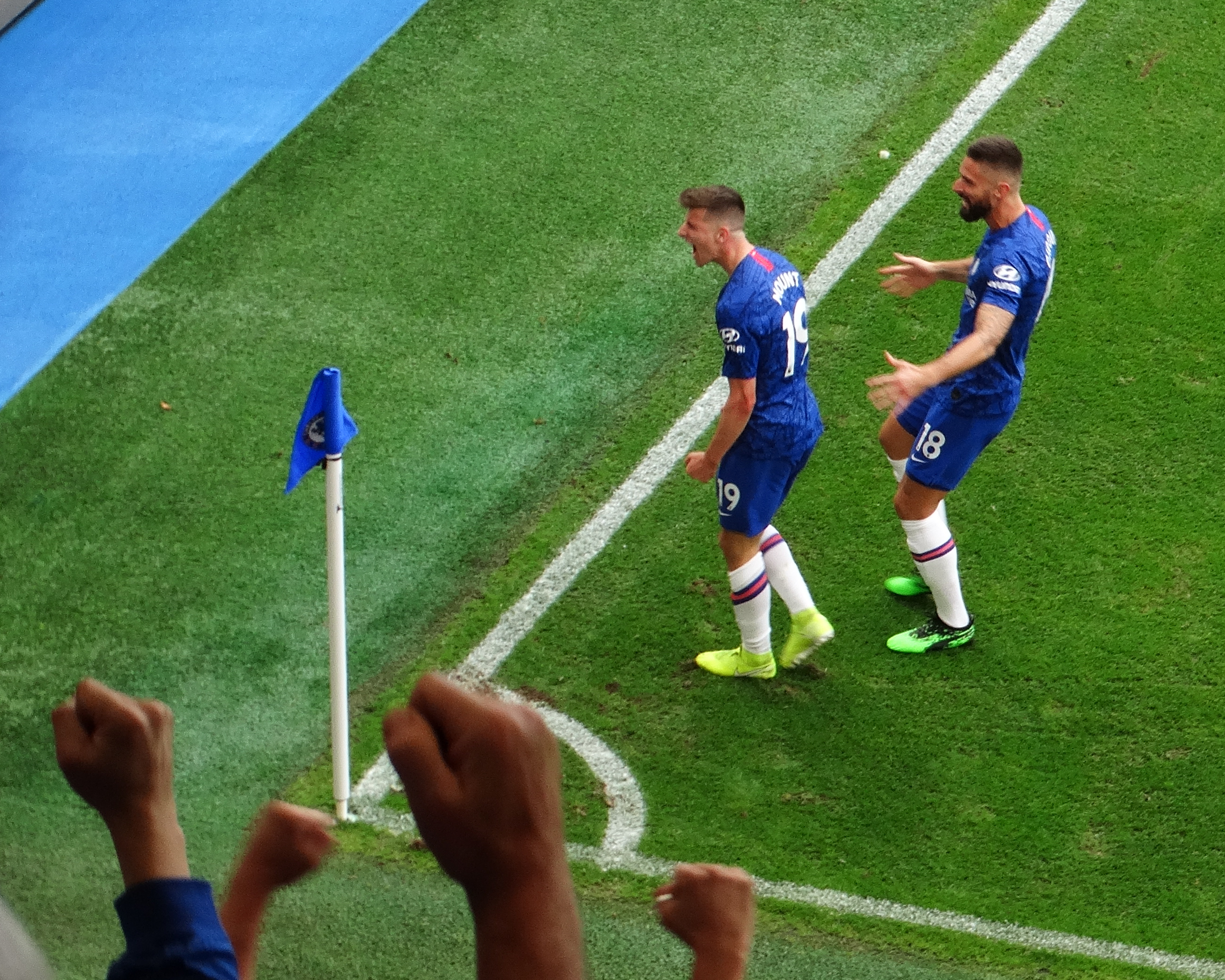
Mount viert zijn eerste doelpunt voor The Blues

Voor het seizoen 2019/20 keerde hij terug naar Chelsea, dat vanwege een transferverbod geen nieuwe spelers mocht contracteren. Mount tekende op 15 juli 2019 een verbeterd vijfjarig contract bij de Londenaren. Onder nieuwe hoofdtrainer Lampard, die Mount onder zijn hoede had gehad bij Derby County, kreeg hij langzamerhand een basisplaats in Chelsea 1. Hij debuteerde op 11 augustus 2019 in het shirt van The Blues, in een uitwedstrijd tegen Manchester United (0–4). Op 14 augustus 2019 verloor hij met Chelsea de wedstrijd om de UEFA Super Cup na een 5–4 verlies op strafschoppen tegen Liverpool. Hij verving in dit duel Christian Pulisic in de 74e minuut. Mount besliste de wedstrijd nog bijna binnen de reguliere speeltijd (2–2), maar de treffer van de middenvelder werd afgekeurd wegens buitenspel. Verlenging moest uitkomst brengen, waarbij Chelsea-speler Tammy Abraham verzuimde te scoren. De strafschop van Mount werd wel benut in de penaltyserie. Op 18 augustus 2019 scoorde hij zijn eerste competitiedoelpunt voor Chelsea, tegen Leicester City in een wedstrijd die in 1–1 eindigde.

### Manchester United
Op 5 juli 2023 tekende Mount een vijfjarig contract bij Manchester United, die circa 65 miljoen euro betaalde aan Chelsea.

## Clubstatistieken
| Seizoen         | Club              | Competitie      | Competitie | Competitie | Beker | Beker | Europees | Europees | Overig | Overig | Totaal | Totaal |
| Seizoen         | Club              | Competitie      | Wed.       | Dlp.       | Wed.  | Dlp.  | Wed.     | Dlp.     | Wed.   | Dlp.   | Wed.   | Dlp.   |
| --------------- | ----------------- | --------------- | ---------- | ---------- | ----- | ----- | -------- | -------- | ------ | ------ | ------ | ------ |
| 2017/18         | → Vitesse         | Eredivisie      | 29         | 8          | 1     | 0     | 6        | 0        | 3      | 5      | 39     | 13     |
| 2018/19         | → Derby County    | Championship    | 35         | 8          | 6     | 2     | 3        | 1        | 0      | 0      | 44     | 11     |
| 2019/20         | Chelsea           | Premier League  | 37         | 7          | 7     | 1     | 9        | 0        | —      | —      | 53     | 8      |
| 2020/21         | Chelsea           | Premier League  | 36         | 6          | 7     | 1     | 11       | 2        | —      | —      | 54     | 9      |
| 2021/22         | Chelsea           | Premier League  | 32         | 11         | 11    | 1     | 7        | 1        | 3      | 0      | 53     | 13     |
| 2022/23         | Chelsea           | Premier League  | 24         | 3          | 2     | 0     | 9        | 0        | 0      | 0      | 35     | 3      |
| 2023/24         | Manchester United | Premier League  | 13         | 1          | 3     | 0     | 2        | 0        | 0      | 0      | 18     | 1      |
| Carrière totaal | Carrière totaal   | Carrière totaal | 206        | 44         | 37    | 5     | 47       | 4        | 6      | 5      | 285    | 58     |

## Interlandcarrière
Mount maakte deel uit van verschillende Engelse nationale jeugdselecties. Nadat hij met Engeland –17 deelnam aan het EK –17 van 2016, won hij met Engeland –19 het EK –19 van 2017. Hij was met Engeland –21 actief op het EK –21 van 2019. Bondscoach Gareth Southgate riep Mount op 19 mei 2018 op voor een trainingsstage met de Engels voetbalelftal, ter voorbereiding op het WK 2018 in Rusland. Drie dagen eerder maakte Southgate zijn 23-koppige WK-selectie bekend. Spelers als Jordan Henderson en Trent Alexander-Arnold, die op 26 mei met Liverpool nog de finale van de UEFA Champions League moesten spelen, zouden echter pas later aansluiten bij de trainingsgroep. Daarop besloot de bondscoach Mount een uitnodiging te sturen. Mount maakte op 7 september 2019 zijn debuut in het Engels voetbalelftal, in een met 4–0 gewonnen EK-kwalificatieduel tegen Bulgarije. Zijn eerste interlanddoelpunt volgde op 17 november 2019. Hij maakte toen de 0–4 in een met diezelfde cijfers gewonnen EK-kwalificatiewedstrijd in en tegen Kosovo.
| Interlands van Mason Mount voor Engeland | Interlands van Mason Mount voor Engeland | Interlands van Mason Mount voor Engeland | Interlands van Mason Mount voor Engeland | Interlands van Mason Mount voor Engeland | Interlands van Mason Mount voor Engeland | Interlands van Mason Mount voor Engeland |
| №                                        | Datum                                    | Wedstrijd                                | Uitslag                                  | Soort wedstrijd                          | Doelpunten                               |                                          |
| Als speler bij Chelsea                   | Als speler bij Chelsea                   | Als speler bij Chelsea                   | Als speler bij Chelsea                   | Als speler bij Chelsea                   | Als speler bij Chelsea                   | Als speler bij Chelsea                   |
| ---------------------------------------- | ---------------------------------------- | ---------------------------------------- | ---------------------------------------- | ---------------------------------------- | ---------------------------------------- | ---------------------------------------- |
| 1.                                       | 7 september 2019                         | Engeland – Bulgarije                     | 4 – 0                                    | Kwalificatie EK 2020                     |                                          |                                          |
| 2.                                       | 10 september 2019                        | Engeland – Kosovo                        | 5 – 3                                    | Kwalificatie EK 2020                     |                                          |                                          |
| 3.                                       | 11 oktober 2019                          | Tsjechië – Engeland                      | 2 – 1                                    | Kwalificatie EK 2020                     |                                          |                                          |
| 4.                                       | 14 oktober 2019                          | Bulgarije – Engeland                     | 0 – 6                                    | Kwalificatie EK 2020                     |                                          |                                          |
| 5.                                       | 14 november 2019                         | Engeland – Montenegro                    | 7 – 0                                    | Kwalificatie EK 2020                     |                                          |                                          |
| 6.                                       | 17 november 2019                         | Kosovo – Engeland                        | 0 – 4                                    | Kwalificatie EK 2020                     | 90+1'                                    |                                          |
| 7.                                       | 8 september 2020                         | Denemarken – Engeland                    | 0 – 0                                    | Nations League 2020/21                   |                                          |                                          |
| 8.                                       | 8 oktober 2020                           | Engeland – Wales                         | 3 – 0                                    | Vriendschappelijk                        |                                          |                                          |
| 9.                                       | 11 oktober 2020                          | Engeland – België                        | 2 – 1                                    | Nations League 2020/21                   | 65'                                      |                                          |
| 10.                                      | 14 oktober 2020                          | Engeland – Denemarken                    | 0 – 1                                    | Nations League 2020/21                   |                                          |                                          |
| 11.                                      | 12 november 2020                         | Engeland – Ierland                       | 3 – 0                                    | Vriendschappelijk                        |                                          |                                          |
| 12.                                      | 15 november 2020                         | België – Engeland                        | 2 – 0                                    | Nations League 2020/21                   |                                          |                                          |
| 13.                                      | 18 november 2020                         | Engeland – IJsland                       | 4 – 0                                    | Nations League 2020/21                   | 24'                                      |                                          |
| 14.                                      | 25 maart 2021                            | Engeland – San Marino                    | 5 – 0                                    | Kwalificatie WK 2022                     |                                          |                                          |
| 15.                                      | 28 maart 2021                            | Albanië – Engeland                       | 0 – 2                                    | Kwalificatie WK 2022                     | 63'                                      |                                          |
| 16.                                      | 31 maart 2021                            | Engeland – Polen                         | 2 – 1                                    | Kwalificatie WK 2022                     |                                          |                                          |
| 17.                                      | 13 juni 2021                             | Engeland – Kroatië                       | 1 – 0                                    | EK 2020 Groepsfase                       |                                          |                                          |
| 18.                                      | 18 juni 2021                             | Engeland – Schotland                     | 0 – 0                                    | EK 2020 Groepsfase                       |                                          |                                          |

Bijgewerkt op 20 juni 2021.

## Erelijst
| Competitie                      | Aantal        | Jaren            |               |               |
| Chelsea-jeugd                   | Chelsea-jeugd | Chelsea-jeugd    | Chelsea-jeugd | Chelsea-jeugd |
| ------------------------------- | ------------- | ---------------- | ------------- | ------------- |
| U18 Premier League              | 1x            | 2016/17          |               |               |
| FA Youth Cup                    | 2x            | 2015/16, 2016/17 |               |               |
| UEFA Youth League               | 1x            | 2015/16          |               |               |
| Chelsea                         |               |                  |               |               |
| UEFA Champions League           | 1x            | 2020/21          |               |               |
| UEFA Super Cup                  | 1x            | 2021             |               |               |
| FIFA Club World Cup             | 1x            | 2021             |               |               |
| Engeland onder 19               |               |                  |               |               |
| UEFA EK onder 19                | 1x            | 2017             |               |               |
| Individueel                     |               |                  |               |               |
| Academy Player of the Year      | 1x            | 2017             |               |               |
| Golden Player Award             | 1x            | 2017             |               |               |
| Vitesse-speler van het jaar     | 1x            | 2018             |               |               |
| Gelders voetballer van het jaar | 1x            | 2018             |               |               |